# Eupsilia kurenzovi
Eupsilia kurenzovi är en fjärilsart som beskrevs av Vladimir S. Kononenko 1976. Eupsilia kurenzovi ingår i släktet Eupsilia och familjen nattflyn. Inga underarter finns listade i Catalogue of Life.